# 江口俊男
江口 俊男（えぐち としお、1912年〈明治45年〉6月23日 - 2001年〈平成13年〉5月15日）は、日本の内務・警察官僚。海軍司政官、警察庁長官。

## 経歴
佐賀県出身。佐賀高等学校を卒業。1934年10月、文官高等試験行政科試験に合格。1935年、東京帝国大学法学部を卒業。内務省に入省し土木局兼地方局属となる。
以後、広島県学務部社会課長、同経済部商工課長、広島県警察部警防課長、内務省地方局行政課勤務などを歴任。1943年、海軍司政官に任じられ南方に赴任。1946年に復員して鹿児島県警察部長に就任。
1948年、国家地方警察長崎県本部警察長に就任。以後、国家地方警察福岡県本部警察長、福岡県国家地方警察隊長、静岡県警察本部長、愛知県警察本部長、警察庁警備局長、同警務局長、警察庁次長を歴任。1963年5月、警察庁長官に就任し1965年5月まで在任した。
退官後、1965年に行政管理庁行政管理委員会委員に就任。以後、帝都高速度交通営団監事、公害防止事業団理事長、社団法人 日本交通管理技術協会会長、財団法人 保安電子通信技術協会会長、飛島建設顧問などを歴任した。